# Grand Prix Pino Cerami 1983
Il Grand Prix Pino Cerami 1983, ventesima edizione della corsa, si svolse il 12 aprile su un percorso con partenza e arrivo a Wasmuel. Fu vinto dal francese Bernard Hinault della Renault-Elf davanti al norvegese Jostein Wilmann e al belga Guido Van Calster. Fu la prima vittoria di un ciclista francese nella storia di questa competizione, nonché quella con il maggior distacco fra il primo e il secondo classificato.

## Ordine d'arrivo (Top 10)
| Pos. | Corridore         | Squadra                  | Tempo    |
| ---- | ----------------- | ------------------------ | -------- |
| 1    | Bernard Hinault   | Renault-Elf              | 5h13'00" |
| 2    | Jostein Wilmann   | Eorotex-Magniflex        | a 5'25"  |
| 3    | Guido Van Calster | Del Tongo-Colnago        | a 6'00"  |
| 4    | Harald Maier      | Eorotex-Magniflex        | s.t.     |
| 5    | Pascal Jules      | Renault-Elf              | s.t.     |
| 6    | Eric Vanderaerden | Aernoudt-Rossin          | s.t.     |
| 7    | Freddy Maertens   | Masta-TeVe Blad-Concorde | s.t.     |
| 8    | René Martens      | Aernoudt-Rossin          | s.t.     |
| 9    | Henri Manders     | Aernoudt-Rossin          | a 8'20"  |
| 10   | Jan Bogaert       | Europ-Decor-Dries        | a 10'30" |